# Schofieldia monticola
Schofieldia monticola är en bladmossart som beskrevs av J.D.Godfrey. Schofieldia monticola ingår i släktet Schofieldia och familjen Cephaloziaceae. Inga underarter finns listade i Catalogue of Life.